# Stupid Shit
Stupid Shit, scritto anche come Stupid S***, è il secondo singolo del gruppo statunitense Girlicious, estratto dall'EP Like Me/Stupid S*** e pubblicato il 23 aprile 2008 e successivamente inserito nell'omonimo album del gruppo.
Il singolo, rispetto al singolo di debutto (Like Me), ha riscosso meno successo nelle classifiche. Ma riesce ad avere un discreto successo in paesi come Canada e Bulgaria.
Il singolo nel 2009 è stato nominato, insieme al singolo precedente Like Me, nella categoria Most Watched video on Much Music ai MuchMusic Video Award.

## Video
Il video della canzone è stato diretto da Robin Antin e Mikey Minden, coreografo del gruppo. Il video si apre con i due registi che danno inizio al video. Nel video le Girlicious sono vestite con uniformi scolastiche all'interno di una scuola; mentre si aggirano nel cortile della scuola cantano e ballano. Verso la fine del video vi è una scena di spogliarello, nella quale le ragazze rimangono con la lingerie. Durante questa scena di spogliarello, dietro le Girlicious, si possono vedere i componenti di un altro gruppo musicale creato dalla Antin, le Paradiso Girls.

## Classifiche
Il singolo a differenza del precedente ha meno successo. Negli Stati Uniti la canzone non riesce a entrare neanche nella classifica "Billboard Hot 100".  Ma riesce ad avere un discreto successo in paesi come Canada e Bulgaria, dove raggiunge rispettivamente la posizione numero 20 della Canadian Hot 100, e la posizione numero 11 nella Bulgarian National Top 40.
| Classifica                | Posizione |
| ------------------------- | --------- |
| Bulgarian National Top 40 | 11        |
| Canadian Hot 100          | 20        |

## Date di pubblicazione
- 22 aprile 2008[1]
- 22 aprile 2008[4]
- 23 maggio 2008

## Premi
| Anno | Premio                | Categoria                        | Risultato  |
| ---- | --------------------- | -------------------------------- | ---------- |
| 2009 | MuchMusic Video Award | Most Watched video on Much Music | Nomination |